# Léonore Perrus
Léonore Perrus (Parigi, 22 aprile 1984) è una schermitrice francese, vincitrice di due medaglie d'oro ed una di bronzo a squadre ai campionati mondiali di scherma.

## Palmarès
In carriera ha conseguito i seguenti risultati:
- Mondiali di scherma

New York 2004: bronzo nella sciabola a squadre.
Torino 2006: oro nella sciabola a squadre.
San Pietroburgo 2007: oro nella sciabola a squadre.
Antalia 2009: argento nella sciabola a squadre.
Parigi 2010: bronzo nella sciabola a squadre.
- Europei di scherma

Bourges 2003: argento nella sciabola a squadre.
Zalaegerszeg 2005: oro nella sciabola a squadre.
Smirne 2006: bronzo nella sciabola a squadre.
Gand 2007: oro nella sciabola a squadre.
- Giochi del Mediterraneo

Pescara 2009: argento nella sciabola individuale.